# Love is Enough, or, The Freeing of Pharamond
Love is Enough, or, The Freeing of Pharamond – dramat angielskiego myśliciela, artysty malarza i poety Williama Morrisa, opublikowany w 1873, a następnie wznowiony w tomie Poems by the Way. Love is Enough, wydanym w 1896. Utwór, nawiązujący do tradycji średniowiecznego moralitetu i elżbietańskiej maski, przekazuje tezę, że miłość jest rzeczą w życiu najważniejszą. W ujęciu samego Morrisa: This story, which is told by way of a morality set before an Emperor and Empress newly wedded, showeth of a King whom nothing but Love might satisfy, who left all to seek Love, and, having found it, found this also, that he had enough, though he lacked all else. Utwór jest zróżnicowany pod względem wersyfikacyjnym. Zwłaszcza pieśni (funkcjonujące czasem jako samodzielne liryki) są kunsztownie zbudowane. W poniższym przykładzie strofy rymują się ababcbcc.

Love is enough: while ye deemed him a-sleeping,
There were signs of his coming and sounds of his feet;
His touch it was that woidd bring you to weeping,
When the summer was deepest and music most sweet:
In his footsteps ye followed the day to its dying,
Ye we?it forth by his gown-skirts the morning to meet:
In his place on the beaten-down orchard-grass lying,
Of the sweet ways ye po?idered yet left for life's trying.